# Ichikawa Danjūrō
Pour les articles homonymes, voir Ichikawa (homonymie).
Ichikawa Danjūrō est un nom japonais traditionnel ; le nom de famille (ou le nom d'école), Ichikawa, précède donc le prénom (ou le nom d'artiste).
Ichikawa Danjūrō (市川 團十郎) est un nom de scène porté par une série d'acteurs kabuki de la famille Ichikawa. La plupart sont des parents de sang, même si certains ont été adoptés dans la famille. C'est un nom célèbre et important et le recevoir est un honneur. Il existe un certain nombre de rôles dont la lignée Danjūrō est spécialiste ainsi qu'une série de pièces de théâtre, les Kabuki Jūhachiban (« Dix-huit meilleures pièces kabuki »), qui mettent en valeur les spécialités de la famille Ichikawa.

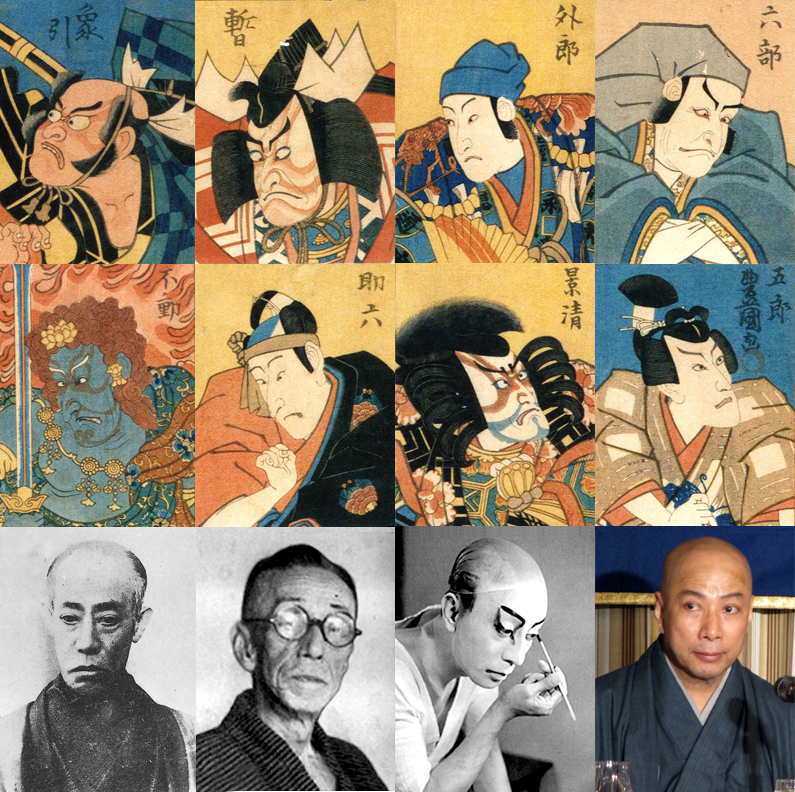
Rangée du haut à partir de la gauche :
Ichikawa Danjūrō I, Yamagami Gennaizaemon dans Zōhiki
Ichikawa Danjūrō II, Kamakura Gongorō Kagemasa dans Shibaraku
Ichikawa Danjūrō III, Uirō-uri ou Soga no Gorō dans Uirō
Ichikawa Danjūrō IV, Roku-bu dans Kamahige
Deuxième rangée à partir de la gauche :
Ichikawa Danjūrō V, Fudō-myō-ō dans Fudō
Ichikawa Danjūrō VI, Hanatogawa Sukeroku dans Sukeroku
Ichikawa Danjūrō VII, Taira no Kagekiyo dans Kagekiyo
Ichikawa Danjūrō VIII, Soga no Gorō dans Ya no Ne
Troisième rangée à partir de la gauche :
Ichikawa Danjūrō IX
Sanshō Ichikawa V (Danjūrō X)
Ichikawa Danjūrō XI
Ichikawa Danjūrō XII.

Danjūrō, comme les autres noms d'acteurs, est accordé (ou abandonné) lors de grandes cérémonies de dénomination appelées shūmei au cours desquelles un certain nombre d'acteurs changent officiellement leurs noms. Le nom Danjūrō est généralement adopté au sommet de la carrière d'un acteur; un autre nom peut être pris après la retraite. Avant de prendre le nom Danjūrō, un acteur porte souvent les noms d'autres lignées comme Matsumoto Kōshirō, Ichikawa Shinnosuke ou Ichikawa Ebizō.
Le dessin de la famille Ichikawa mon, trois carrés imbriqués les uns dans les autres, est appelé mimasu ou sanshō (三升). Quelques-uns des acteurs de cette lignée utilisent sanshō comme haimyō, surnom ou pseudonymes utilisées dans les cercles de poésie.

## Lignée

Emblème de la famille Ichikawa (mon).

- Ichikawa Danjūrō I (mai 1675 - février 1704)[1] - aussi connu comme dramaturge sous le nom Mimasuya Hyōgo (三升屋 兵庫?) ; porte le nom Ichikawa Ebizō I avant de prendre le nom Danjūrō. Est à l'origine de la forme aragoto.
- Ichikawa Danjūrō II (juillet 1704 - novembre 1735) - fils ainé de Danjūrō I; précédemment connu sous les noms Ichikawa Ebizō II et Ichikawa Kuzō.
- Ichikawa Danjūrō III (novembre 1735 - février 1742) - fils adopté de Danjūrō II, précédemment connu sous le nom Ichikawa Masugorō; mort jeune.
- Ichikawa Danjūrō IV (novembre 1754 - octobre 1770) - fils adopté de Danjūrō II, peut-être son fils biologique. Précédemment connu sous les noms Matsumoto Kōshirō II et Ichikawa Ebizō III.
- Ichikawa Danjūrō V (novembre 1770 - octobre 1791) - fils de Danjūrō IV. Précédemment connu sous les noms Matsumoto Kōshirō III et Ichikawa Ebizō. L'un des plus célèbres de tous les acteurs kabuki.
- Ichikawa Danjūrō VI (novembre 1791 - mai 1799) - fils de Danjūrō V, précédemment connu sous le nom Ichikawa Ebizō VI. Mort jeune.
- Ichikawa Danjūrō VII (novembre 1800 - février 1832) - petit-fils de Danjūrō V, précédemment connu sous les noms Ichikawa Shinnosuke I et Ichikawa Yebizō[2] et plus tard Ichikawa Ebizō V. Établi le Kabuki Jūhachiban[3].
- Ichikawa Danjūrō VIII (mars 1832 - août 1854) - fils ainé de Danjūrō VII, précédemment connu sous les noms Ichikawa Shinnosuke II et Ichikawa Ebizō VI. Se suicide à Osaka[4].
- Ichikawa Danjūrō IX (1874 - septembre 1903) - cinquième fils de Danjūrō VII. Précédemment connu sous les noms Kawarasaki Kennosuke VII, Kawarasaki Chōjūrō, Kawarasaki Gonjūrō et Kawarasaki Sanshō. Vedette de l'âge d'or du kabuki au cours de l'ère Meiji.
- Ichikawa Danjūrō X (- 1962) - gendre de Danjūrō IX; précédemment connu sous les noms Horikoshi Fukusaburō et Ichikawa Sanshō V. Joue des tôles secondaires mais a fait revivre de nombreuses pièces du Kabuki Jūhachiban.
- Ichikawa Danjūrō XI (avril 1962 - novembre 1965) - fils adopté de Danjūrō X, son père biologique est Matsumoto Kōshirō VII. Précédemment connu sous les noms Ichikawa Komazō V et Ichikawa Ebizō IX.
- Ichikawa Danjūrō XII (avril 1985 - février 2013)[5]. - fils ainé de Danjūrō XI. Précédemment connu sous les noms Ichikawa Shinnosuke VI et Ichikawa Ebizō X.